# Park Narodowy Ćitwan
Park Narodowy Ćitwan (nep. चितवन राष्ट्रिय निकुञ्ज; ang. Royal Chitwan National Park; w 2005 roku z oficjalnej nazwy parku usunięto przymiotnik „Royal” (pol. królewski)) – park narodowy położony w Nepalu, utworzony w 1973 roku, zajmuje powierzchnię 932 km²; pierwszy park narodowy powstały na terenie Nepalu. 
Habitat wielu gatunków flory i fauny, w tym ok. 450 gatunków ptaków.
W 1984 roku park został wpisany na listę światowego dziedzictwa UNESCO.

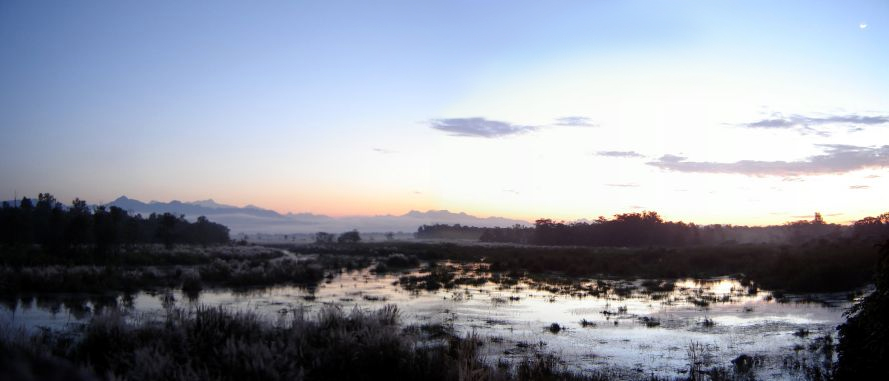
Mokradło w północnej części parku

## Położenie
Park narodowy Ćitwan leży w południowej części środkowego Teraju u podnóży pasma himalajskiego Siwalik. Administracyjnie znajduje się na terenie czterech dystryktów: Chitwan, Nawalparasi, Parsa i Makwanpur. 

## Historia
Park został powołany do życia w 1973 roku i był pierwszym parkiem narodowym ustanowionym na terenie Nepalu. W 1984 roku został wpisany na listę światowego dziedzictwa UNESCO.

## Opis
Park zajmuje powierzchnię 932 km² pomiędzy dwiema dolinami rzecznymi. Teren parku jest pagórkowaty, przepływają przez niego trzy duże rzeki – Narayani, Rapti i Reu. Występują tu bagniste i podmokłe tereny.   
Monsuny przynoszą opady prawie 2000 mm w okresie od czerwca do września, powodując wylewanie rzek, a nawet zmiany ich biegu. Zimą suche wiatry północne przyczyniają się do opadu temperatury i zmniejszenia wilgotności powietrza. 
60% powierzchni pokrywają lasy złożone prawie wyłącznie z drzew damarzyka mocnego, na wzgórzach rosną sosny, gdzieniegdzie palmy, a na wilgotnych stokach bambus. Obszar charakteryzuje się bogatą bioróżnorodnością. Występuje tu ponad 350 gatunków ptaków. Park jest jednym z ostatnich miejsc występowania zagrożonych wyginięciem nosorożca indyjskiego i tygrysa bengalskiego. Występuje tu także wiele innych gatunków zagrożonych lub narażonych na wyginięcie, m.in. gawial gangesowy, hubarka bengalska, lampart, kotek cętkowany, gaur, suzu gangesowy, krokodyl błotny, sambar jednobarwny i wargacz leniwy.
Do bogatej fauny parku zaliczają się ponadto m.in.: aksis czytal, jelenie z rodzaju Hyelaphus, mundżaki, kuna żółtogardła, cyweta, kot błotny, szakal, hiena pręgowana, lis bengalski, dzioborożec wielki, pawie, wężojad czubaty, rybożer białosterny.